# Luis Carlos Sahuquillo
Luis Carlos Sahuquillo García, né le 11 janvier 1966, est un homme politique espagnol membre du Parti socialiste ouvrier espagnol (PSOE).
Il est élu député de la circonscription de Cuenca lors des élections générales de mars 2008.

## Biographie

### Vie privée
Il est marié et père de deux enfants.

### Études et profession
Titulaire d'un diplôme universitaire en travail social, il est fonctionnaire de la Junte des communautés de Castille-La Manche.

### Responsabilités régionales
Membre du PSOE, il débute sa trajectoire politique en étant élu membre de la députation provinciale de Cuenca au scrutin indirect. Porte-parole du groupe socialiste entre 1995 et 1999, il est promu premier vice-président de l'institution de gouvernement provincial cette même année. Il démissionne de son mandat en 2001 du fait de sa nomination comme directeur général des Services sociaux de la Junte des communautés sous le mandat de José Bono. En 2003, il devient directeur provincial aux Travaux publics. Il est élu l'année suivante secrétaire à l'Organisation et à la Coordination provinciale du PSOE de Cuenca. Il devient alors délégué provincial à l'Urbanisme et au Logement. Il quitte cette fonction en 2005 lorsqu'il est nommé délégué de la Junte des communautés dans la province de Cuenca par le président José María Barreda.

### Député au Congrès
Il démissionne de ses responsabilités administratives lorsqu'il se voit investi tête de liste dans la circonscription de Cuenca en vue des élections générales de mars 2008. Dans cette circonscription historiquement à droite depuis 1993, il obtient un score de 45,2 % des voix et remporte un des trois mandats à pourvoir. Membre de la commission du Travail et de l'Immigration et de la commission des Administrations publiques, il est choisi comme premier secrétaire de la commission du Suivi et de l'Évaluation des accords du pacte de Tolède avant d'être désigné porte-parole à la commission de la Santé, de la Politique sociale et de la Consommation en octobre 2009. Dans un contexte de renouvellement des candidatures en vue des élections législatives de novembre 2011, il est tout de même réinvesti tête de liste, ; ce qui lui permet de conserver son mandat. Devenu membre de la commission de la Coopération internationale pour le développement, il conserve ses responsabilités à la commission de la Santé et des Services sociaux. Il est promu porte-parole titulaire en fin de législature et vice-président de la commission des Pétitions.
Réélu lors des élections générales de décembre 2015,, il intègre la commission de l'Intérieur et devient porte-parole titulaire à la commission de la Sécurité routière et des Déplacements durables. Après la tenue du scrutin anticipé de juin 2016, il est le premier élu à présenter son accréditation aux services du Congrès des députés. Il se montre alors favorable à que Mariano Rajoy forme son deuxième gouvernement et indique qu le PSOE est « un parti responsable, sérieux, et proposant une alternative de gouvernement » tout en confiant que « cela suffit de toujours regarder vers le PSOE ». Il est rétrogradé premier secrétaire de la commission de la Sécurité routière mais récupère ses anciennes fonctions de porte-parole adjoint à la commission de la Santé, de la Consommation et du Bien-être social et est promu vice-président de la commission du Statut des députés, présidée par Leopoldo Barreda.
Il présente sa candidature au secrétariat général du PSOE de Cuenca en novembre 2017. Unique candidat, il est proclamé lors du congrès célébré en janvier 2018.